# Alain Soral

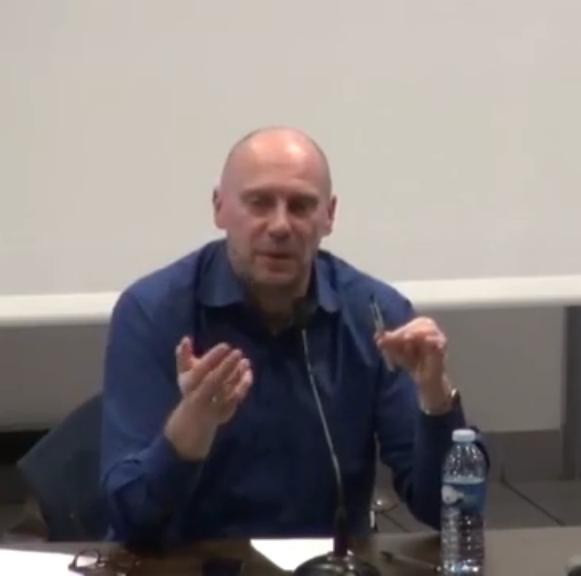
Alain Soral

Alain Soral (* 2. Oktober 1958 in Aix-les-Bains, Savoie, Frankreich; eigentlich Alain Bonnet de Soral) ist ein schweizerisch-französischer rechtsextremer Essayist und Holocaust-Leugner.

## Leben
Nach Jugend in Annemasse und Paris, einem Kunststudium am Beaux Arts und zeitweiser Lehrtätigkeit an der École supérieure des arts et techniques de la mode schloss er sich 1990 der Kommunistischen Partei an. 1991 veröffentlichte er einen autobiographischen Roman Le jour et la nuit ou la vie d’un vaurien; acht Jahre später publizierte er einen antifeministischen Essay mit dem Titel Vers la féminisation. In den 90er Jahren hatte er auch mehrere Fernsehauftritte und eine Rolle im Film Eine perfekte Liebe (1996) von Catherine Breillat.
Im Jahr 2006 schloss er sich offiziell der rechtsextremen französischen Partei Front National an und wurde nach einer Nominierung durch Jean-Marie Le Pen Mitglied des Zentralkomitees. 2007 gründete er die politische Gruppe Egalité et Réconciliation (Gleichheit und Versöhnung), die unter dem Motto Gauche du travail, droite des valeurs (Linke der Arbeit, Rechte der Werte) für eine „nationale Versöhnung“ wirbt.
Im Jahr 2009 schied er aus dem Front National aus, nachdem er nach einer Auseinandersetzung mit Marine Le Pen keinen Spitzenplatz bei der Europawahl 2009 erhalten hatte. Bekanntheit erlangte Alain Soral insbesondere durch seine Zusammenarbeit mit dem Komiker Dieudonné M’bala M’bala. 2009 kandidierte er schließlich auf dessen Liste antisioniste zu den Europawahlen und gründete später mit ihm eine Partei, Réconciliation nationale, da der Front National eine „Systempartei“ geworden sei.
Alain Soral ist der Bruder der Schauspielerin Agnès Soral, die sich von seinen politischen Äußerungen distanziert hat.

## Antisemitismus und Homophobie
Soral bezeichnete Israel als „das kriminellste Land der Welt“ und sieht die französische Regierung „gänzlich dem Einfluss der zionistischen Lobby unterworfen“. Der französische Schriftsteller und Literaturkritiker Pierre Jourde resümierte: Die gesamte Soralien’sche Weltsicht, sein ganzes System fußt auf einem einzigen Fundament: Israel ist der wahre Beherrscher der Welt, die Finanzmacht, die uns beherrscht und ausnimmt, ist in den Händen der Juden, Auschwitz ist die zentrale Lüge, die die jüdische Verschwörung zusammenhält.
Laut der Historikerin Helga Embacher bietet Sorals Ideologie „sowohl Personen aus rechtsextremen oder nationalistischen Kreisen als auch aus dem antikapitalistischen oder antizionistischen Lager sowie aus muslimisch geprägten Milieus Identifikationsangebote“.
Soral wurde von der Justiz ab 2008 für Falschaussagen, Diffamierung oder antisemitische Erklärungen mehrfach zu Geld- oder Bewährungsstrafen verurteilt. Im Januar 2019 erhielt er in Frankreich eine Strafe von einem Jahr Haft ohne Bewährung für Beleidigung einer Staatsanwältin und antisemitische Aussagen.
2012 spielte er eine Rolle in dem von einer iranischen Organisation produzierten Film L’Antisémite, in dem der rechtsextreme französische Komiker und Aktivist Dieudonné Regie führte. Die Vorführung des Films bei den Filmfestspielen in Cannes wurde abgesagt.
Im April 2019 wurde Soral wegen Leugnung des Holocaust von einem Pariser Strafgericht zu einem Jahr Haft verurteilt. Er hatte einen Text seines Anwalts Damien Viguier auf seiner Website veröffentlicht, in dem die Verbrechen der Nazis an den Juden als „Kriegspropaganda“ bezeichnet werden. Viguier wurde in dem Verfahren zu einer Geldstrafe von 5.000 Euro verurteilt. Das Gericht ging über die Forderung der Staatsanwaltschaft nach einer sechsmonatigen Gefängnisstrafe hinaus, als erschwerend wurden frühere Verurteilungen Sorals wegen Aufrufens zum Rassenhass gewertet.
Im April 2022 wurde Soral als Erster wegen der Schweizer Strafbestimmung gegen die Diskriminierung wegen der sexuellen Orientierung verurteilt. In einem Internetvideo hatte er eine Frau als „fette Lesbe“ beschimpft und sich diffamierend über Homosexuelle geäußert. Dafür verurteilte ihn die Staatsanwaltschaft des Kantons Waadt per Strafbefehl zu einer unbedingten Freiheitsstrafe von drei Monaten und einer Geldstrafe von 1550 Franken. Soral legte Rechtsmittel gegen die Entscheidung ein, woraufhin eine Gerichtsverhandlung in der Sache für den 14. Dezember 2022 anberaumt wurde. Das Schweizerische Bundesgericht bestätigte den Schuldspruch im März 2024.

## Werke
- Les Mouvements de mode expliqués aux parents, mit Hector Obalk, Éric Walter und Alexandre Pasche, Robert Laffont, 1984. Wiederauflage France Loisirs und Le Livre de poche, ISBN 2-221-00878-2, ISBN 2-7242-2331-4, ISBN 2-253-03736-2
- La création de mode. Comment comprendre, maîtriser et créer la mode, éditions S.I.S., 1987.
- Le Jour et la Nuit, ou la vie d’un vaurien, Roman, Calmann-Lévy, 1991, ISBN 2-7021-2041-5.
Wiederauflage unter dem Titel La Vie d’un vaurien, Éditions Blanche, 2001, ISBN 2-84628-013-4
- Sociologie du dragueur, Éditions Blanche, 1996, ISBN 2-911621-02-6, ISBN 2-911621-02-6, ISBN 2-84628-106-8
Wiederauflage 2004
- Vers la féminisation? Démontage d’un complot antidémocratique, Éditions Blanche, 1999, ISBN 2-911621-56-5
Wiederauflage unter dem Titel Vers la féminisation? Pour comprendre l’arrivée des femmes au pouvoir, Éditions Blanche, 2007.
- Jusqu’où va-t-on descendre? Abécédaire de la bêtise ambiante, Éditions Blanche, 2002, ISBN 2-84628-035-5
Wiederauflage unter dem Titel Abécédaire de la bêtise ambiante, Pocket, 2003, ISBN 2-266-12783-7
Wiederauflage, Éditions Blanche, 2008, ISBN 2-84628-189-0
- Socrate à Saint-Tropez : texticules, Éditions Blanche, 2003, ISBN 2-84628-062-2
Wiederauflage mit Abécédaires de la bêtise ambiante, Éditions Blanche, 2008, ISBN 2-84628-189-0
- Misères du désir, Éditions Blanche, 2004, ISBN 2-84628-081-9.
- CHUTe! Éloge de la disgrâce, Éditions Blanche, 2006, ISBN 2-84628-138-6
- Comprendre l’Empire. Demain la gouvernance globale ou la révolte des Nations, Éditions Blanche, 2011, ISBN 2-84628-248-X
- Chroniques d’avant-guerre, Éditions Blanche, collections Kontre-Kulture, 2012, ISBN 978-2-84628-300-7
- Dialogues désaccordés. Combat de Blancs dans un tunnel (Gespräch mit Éric Naulleau), Hugo, collection Blanche, 2013, ISBN 978-2-7556-1274-5
- Comprendre l’Empire. Demain la gouvernance globale ou la révolte des Nations? Blanche, Paris 2013
- Vorwort zu Alexander Dugin: Die vierte politische Theorie. Arktos, London 2013 ISBN 1-907166-62-9 (In Englisch: 2012)